# Proklosz
Proklosz (ógörögül: Πρόκλος ὁ Διάδοχος, latinul: Proclus Lycaeus), (Konstantinápoly, 412. február 8. – Athén, 485. április 17.) késő ókori görög újplatonista filozófus.
Proklosz a Diadokhosz ('az utód') melléknéven volt ismert, mert mesterét, Szürianoszt követte filozófia-tanításában. Arra vállalkozott, hogy a görög filozófiai hagyományokat összegezze, és formailag tökéletesnek látszó új rendszert alkosson. Nézeteire nagy mértékben hatott Plótinosz, akitől azonban abban tér el, hogy az ősvalóból nem a núszt származtatja, hanem egységeket (henadesz): ezek a legfőbb istenek, utánuk következik a núsz, majd szintén hármas fejlődésben az intelligibilis, az intellektuális-intelligibilis és az intellektuális = lét, élet és gondolkodás. Belőlük származik a lélek: isteni, démonikus és emberi lelkek formájában. Az anyag Proklosz szerint se nem jó, se nem rossz. Egyéb nézeteiben nem igazán tér el Plótinosztól és Iamblikhosztól, bár a szimbolisztikus és allegorikus magyarázatoknak nagyobb teret adott. Proklosz adta meg az újplatonizmus végleges alakját.
Fennmaradt egy Eukleidész első könyvéhez írott magyarázata, illetve két más könyve: egy a mozgásról, egy pedig a gömbről; az első Arisztotelész, a második Geminosz műveire épült. Csillagászati adatai sem önálló kutatások eredményei, hanem Klaudiosz Ptolemaiosz művein alapulnak. Proklosz művei először 1534-ben jelentek meg kinyomtatva Bázelban, mint Platón műveinek függeléke.

## Kapcsolódó szócikk
- Újplatonizmus
- Ókori görög irodalom